# Neil Kensington Adam
Neil Kensington Adam (Cambridge, 6 novembre 1891 – Southampton, 19 luglio 1973) è stato un chimico inglese.
Professore a Southampton e a Londra, svolse numerose ricerche sulle proprietà delle superfici di corpi solidi.

## Opere
- Physics and chemistry of surfaces (1930)